# Hægebostad

Vest-Agder megye elhelyezkedése Norvégiában.

Hægebostad község elhelyezkedése Vest-Agder megyében.

Hægebostad község címere.

Hægebostad község Norvégia déli Sørlandet földrajzi régiójában, Vest-Agder megye közepén.
Közigazgatási székhelye Tingvatn falu.
A község területe 462 km², népessége 1597 (2008. január 1-jén).
Hægebostad községet 1838-ban hozták létre (lásd: formannskapsdistrikt). 1916-ban kivált belőle Eiken község, 1963-ban azonban ismét beleolvadt.
Hægebostadnak nincs tengerpartja. Északkeleti szomszédja Åseral község, a nyugati Kvinesdal, délen Lyngdal, keleten Audnedal.

## Neve
Nevét egy rlgi birtokról kapta, amelynek a helyén a környék első temploma épült (óészakiul Helgabólstaðir. Előtagja a „szent” jelentésű helg-, utótagja a „farm” jelentésű bólstaðr szó többes száma.
1889-ig a Hegebostad alakot használták nevének.

## Címere
Címere 1986-ban született. Benne a két kard a Snartemóban és Eikenben talált két híres kardot jelképezi.

## Külső hivatkozások
- Hægebostad község honlapja (norvégül)